# 朵莉絲·柏克
朵莉絲·柏克（英語：Doris Burke，1965年1月4日—），原名朵莉絲·塞布爾（英語：Doris Sable），是一名ESPN及美國廣播公司的NBA場邊記者兼球評。她也是美國電視網MSG的WNBA評論員，同時也負責紐約尼克的比賽評論。柏克是首位透過電台及電視，進行紐約尼克比賽解說的女性球評。她在就讀普洛威頓斯學院時加入籃球校隊，畢業那年更成為校史上的助攻王。

## 早年生涯
柏克生於紐約西艾斯利普，在紐澤西州馬納斯寬長大，是家中八名小孩中最年幼的一位。她從小學二年級便開始打籃球，凱爾·邁西及凱利·特里普卡是她成長時期的偶像。
她在就讀馬納斯寬高中時擔任控球後衛。畢業後，獲得幾間位在東部的大學邀請就讀。

## 大學時期
塞布爾進入羅德島州普洛威頓斯的普洛威頓斯學院就讀，並加入該校的籃球隊，在隊中擔任控球後衛。
大四那年，塞布爾成為大東聯盟的助攻王。她也曾獲選大東聯盟最佳陣容第二隊，並兩度入選大東聯盟女子籃球錦標賽最佳陣容。1987年，她在大學的最後一年獲選為該校的年度最佳女子運動員。
畢業後，她成為了校史上最多助攻數的球員，截至2012年為止，她的助攻數仍在該校名列第二。1999年，她成為第五位入選普洛威頓斯學院名人堂的女性。
她在普洛威頓斯學院取得健康服務管理及社會工作學士學位，之後也在該校取得教育學碩士。

## 婚姻與家庭
塞布爾在1989年與格雷格·柏克（Gregg Burke）結婚。他們育有一女一子：莎拉（1993年生）及馬修（1995年生）。他們的婚姻最終以離婚收場。

## 播報生涯
柏克的播報生涯始於1990年，當時她透過電台為她的母校的女子球賽擔任球評。同年，她開始擔任大東聯盟女子球賽的電視評論員，到了1996年，她也為男子比賽進行評論。她是ESPN的首席WNBA球評，而自1997年起，她也開始擔任紐約自由人的電台及電視播報。2000年，柏克成為首位透過電台及電視，進行紐約尼克比賽解說的女性球評；她也是首位播報大東聯盟男子球賽的女性球評。柏克在2003年加入了ESPN的男子球賽團隊，與迪克·維塔勒搭檔播報男子比賽，並開始為ESPN及美國廣播公司擔任NBA的場邊記者。自2009年起，她為美國廣播公司擔任NBA總決賽的場邊記者。
柏克在2010年開始為2K Sports的電子遊戲《NBA 2K11》擔任場邊記者。此後，她出現於此系列遊戲的每一個版本，包含了最新的《NBA 2K18》。
2013年10月，柏克與ESPN簽下了一紙NBA評論員的多年延長合約。11月13日，柏克首次登上ESPN的NBA賽前節目《NBA Countdown》，與傑倫·羅斯及艾弗里·強森搭檔主持。

## 獲獎與殊榮
1999年，柏克入選普洛威頓斯學院名人堂。她在2003年獲得《今日美國》魯迪獎（Rudy Award）的最佳體育電視節目新面孔獎。2004年春天，她入選國際體育學院（Institute for International Sport）的學者運動員名人堂，普洛威頓斯學院則在2005年春天授予她榮譽博士學位。2006年10月，她入選新英格蘭籃球名人堂，並在同年成為北普洛威頓斯名人堂的一員。2012年1月，柏克獲頒銀色周年紀念獎，以表彰她在NCAA的體育貢獻及專業成就。

## 外部連結
- ESPN上的傳記 （页面存档备份，存于）
- 《體育商業日報》的訪談